# Tom Irwin
Tom Irwin (* 1. Juni 1956 in Peoria, Illinois) ist ein US-amerikanischer Schauspieler.

## Leben
Tom Irwin absolvierte die Illinois State University in Normal, Illinois. Er war ein frühes Mitglied der Steppenwolf Theatre Company. Seine erste Fernsehrolle spielte er in My Live and Times.
Bekannt in Deutschland wurde Irwin als Graham Chase in der Fernsehserie Willkommen im Leben in der er den Vater von Angela Chase (Claire Danes) darstellte. Bei Snow White spielte er den König, neben Kristin Kreuk. Er hatte unter anderem Gastrollen in Emergency Room – Die Notaufnahme, 24, CSI und Grey’s Anatomy.
1990 gab Irwin sein Debüt am Broadway. 2002 spielte er an der Seite von Madonna in Up for Grabs die Rolle des Gerry.
Von 2013 bis 2016 spielte er eine der Hauptrollen in der Fernsehserie Devious Maid.
Irwin lebt in Los Angeles, Kalifornien.

## Filmografie (Auswahl)

### Filme
- 1987: Light of Day – Im Lichte des Tages (Light of Day)
- 1988: Midnight Run – Fünf Tage bis Mitternacht (Midnight Run)
- 1990: Verrückte Zeiten (Men Don’t Leave)
- 1991: Getäuscht (Deceived)
- 1992: Den Tod vor Augen (Ladykiller)
- 1993: Mr. Jones
- 1994: Alptraum hinter verschlossenen Türen (Without Consent)
- 1996: Gelähmt: Eine Mutter gibt nicht auf (A Step Toward Tomorrow)
- 1998: Mörderin aus Liebe (The Girl Next Door)
- 1998: Missbraucht – Nachts kommt die Angst (In Quiet Night)
- 1999: Das Geisterschloss (The Haunting)
- 2000: Sandy Bottom – Konzert für eine Stadt (The Sandy Bottom Orchestra)
- 2001: Snow White
- 2003: 21 Gramm (21 Grams)
- 2003: Exposed
- 2006: Fool Me Once
- 2007: Who You Know
- 2008: Danny Fricke
- 2008: Marley & Ich (Marley & Me)
- 2009: TiMER
- 2010: Privileged
- 2011: The Bling Ring
- 2012: Least Among Saints
- 2018: Die Berufung – Ihr Kampf für Gerechtigkeit (On the Basis of Sex)
- 2022: Amsterdam

### Fernsehserien
- 1991: My Life and Times (6 Folgen)
- 1994–1995: Willkommen im Leben (My So-Called Life, 19 Folgen)
- 1999: Outer Limits – Die unbekannte Dimension (The Outer Limits, Folge 5x17)
- 2001: Frasier (Folge 9x04)
- 2002: Angel – Jäger der Finsternis (Angel, Folge 4x02)
- 2002: CSI: Vegas (CSI: Crime Scene Investigation, Folge 2x14)
- 2003: Miracles (Folge 1x11)
- 2003: Without a Trace – Spurlos verschwunden (Without a Trace, Folgen 1x22, 1x23)
- 2005: Eine himmlische Familie (7th Heaven, Folge 10x08)
- 2005: Emergency Room – Die Notaufnahme (ER, Folge 11x12)
- 2005: Für alle Fälle Amy (Judging Amy, Folge 6x14)
- 2005: Ghost Whisperer – Stimmen aus dem Jenseits (Ghost Whisperer, Folge 1x03)
- 2005: Numbers – Die Logik des Verbrechens (NUMB3RS, Folge 1x05)
- 2005: Reunion (Folge 1x01)
- 2005: The Closer (Folge 1x03)
- 2005–2006: Related (13 Folgen)
- 2007: Private Practice (Folge 1x08)
- 2007–2010: Saving Grace (19 Folgen)
- 2008: Eli Stone (Folge 1x12)
- 2009: 24 (Folge 7x07)
- 2009: Lost (Folgen 5x01, 5x04)
- 2010–2011: Grey’s Anatomy (3 Folgen)
- 2011: Castle (Folge 3x15)
- 2011, 2023: Law & Order: Special Victims Unit (Folgen 12x19, 24x19)
- 2011: The Chicago Code (Folge 1x06)
- 2012: House of Lies (Folge 1x07)
- 2012–2013: Underemployed (Folgen 1x01,1x12)
- 2013: Criminal Minds (Folge 9x06)
- 2013–2016: Devious Maids – Schmutzige Geheimnisse (Devious Maids, 49 Folgen)
- 2014–2015: Chasing Life (3 Folgen)
- 2018: Scandal (Folge 7x12)
- 2018: How to Get Away with Murder (Folge 4x13)
- 2019–2023: The Morning Show (17 Folgen)
- 2022: Memorial Hospital – Die Tage nach Hurrikan Katrina (Five Days at Memorial, Miniserie, 2 Teile)